# Danderyds församling

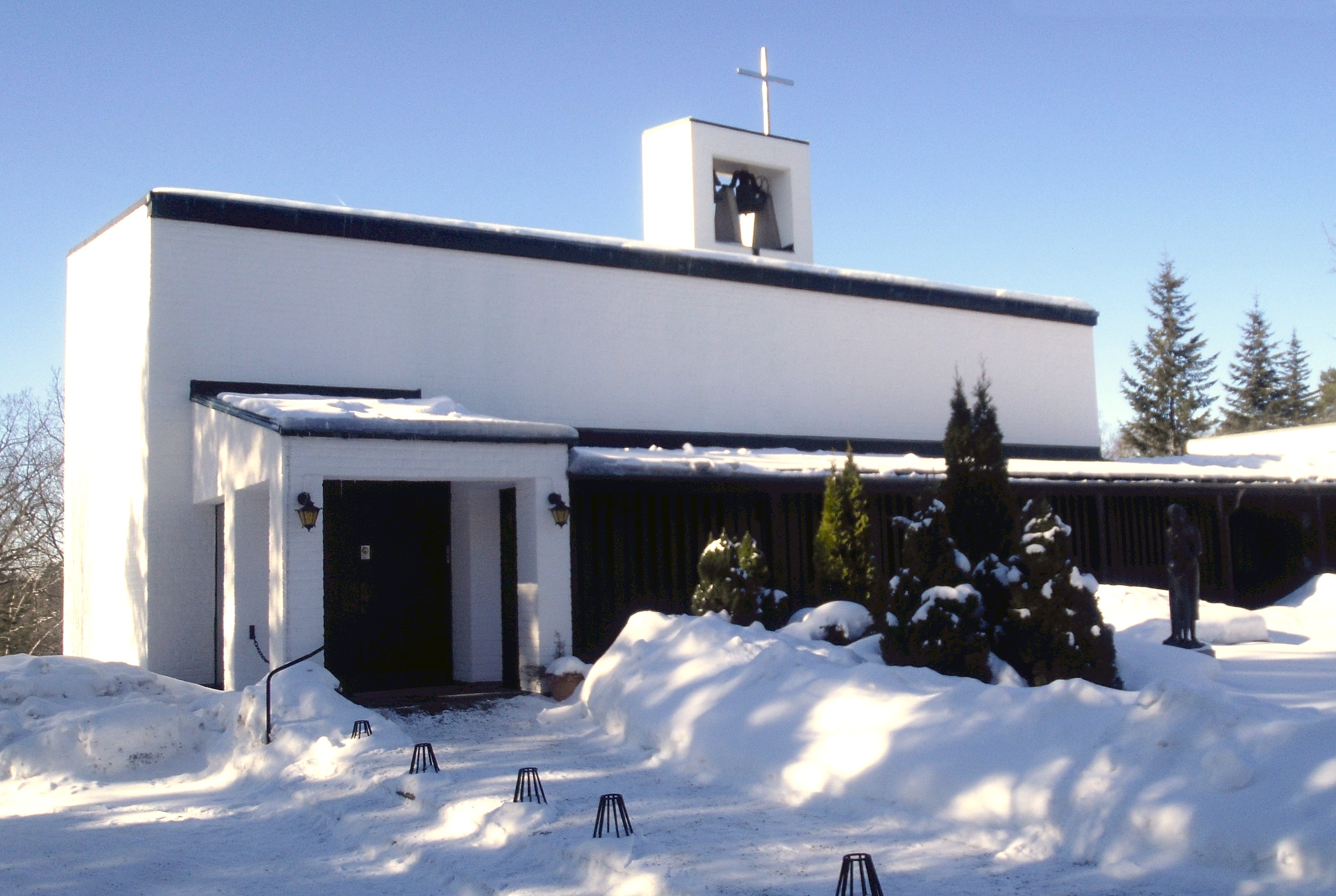
Petruskyrkan i Stocksund.

Danderyds församling är en församling i Solna kontrakt i Stockholms stift. Församlingen omfattar hela Danderyds kommun i Stockholms län. Församlingen utgör ett eget pastorat.

## Administrativ historik
Församlingen har medeltida ursprung. Den 16 september 1653 utbröts Lidingö församling.
Församlingen utgjorde tidigt ett eget pastorat för att sedan till 16 september 1653 vara annexförsamling i pastoratet Täby och Danderyd och därefter till 1 maj 1907 vara moderförsamling i pastoratet Danderyd och Lidingö. Från 1 maj 1907 utgör församlingen ett eget pastorat.
Före 1971 var församlingen delad av kommungräns och därför hade den tre församlingskoder från 1952 till 1966 (026100 för delen i Stocksunds köping, 026200 för delen i Danderyds köping och 028500 för delen i Djursholms stad) och två från 1967 till 1970 (026201, från 1968 016201 för delen i Danderyds köping och 028501, från 1968 018501 för delen i Djursholms stad).

## Kyrkoherdar
| 1656–1671 | Ericus Thomae Storm     | –1671     |                                                  |
| 1673–1674 | Carolus Carlsson        | 1642–1708 | Senare biskop i Västerås stift.                  |
| 1678–1701 | Olaus Petri Lundelius   | –1701     |                                                  |
| 1703–1717 | Nils Fast               | –1717     |                                                  |
| 1718–1727 | Lars Willstadius        | –1727     |                                                  |
| 1727–1742 | Johan Älf               | 1700–1742 | Kontraktsprost.                                  |
| 1744–1749 | Carl Erik Hallström     | 1711–1790 | Senare kyrkoherde i Örtomta församling.          |
| 1750–1772 | Daniel Adolphsson       | 1716–1792 | Senare kyrkoherde i Risinge församling.          |
| 1772–1781 | Pehr Cosswa             |           | Senare kyrkoherde i Västra Vingåkers församling. |
| 1783–1800 | Johan Peter Wallensteen | 1750–1820 | Senare kyrkoherde i Kuddby församling.           |
| 1800–1830 | Per Daniel Lundström    | 1762–1830 |                                                  |
| 1833–1856 | Carl Eric Unander       | 1798–     | Senare kyrkoherde i Länna församling.            |
| 1856–1866 | E. Hesslin              |           | Senare kyrkoherde i Frösunda församling.         |
| 1866–1873 | Erik Adolf Lidforss     | 1805–1873 |                                                  |
| 1875–     | Jakob Edvard Ekstedt    | 1829–     |                                                  |
| 1915–1928 | Anders Hagardt          | 1873–1937 | Senare kyrkoherde i Adolf Fredriks församling.   |
| 1928–1952 | Albert Hellerström      | 1881–1972 | Kontraktsprost.                                  |

## Organister
| Ämbetstid | Namn                                           | Levnadstid | Övrigt    |
| --------- | ---------------------------------------------- | ---------- | --------- |
| 1951–1964 | Rut Floria Cornelia Ericsson (född Samuelsson) | 1902–      | Organist. |

## Kyrkobyggnader
- Altorps gravkapell
- Danderyds kyrka
- Djursholms kapell (drivs av en fristående stiftelse, men med verksamhet i samarbete med församlingen)
- Enebykyrkan (en samarbetskyrka som drivs i förening med Svenska Missionskyrkan)
- Petruskyrkan
- Sjukhuskyrkan, lokaliserad inom Danderyds sjukhus
- Sätraängskyrkan

### Övriga lokaler
Det finns flera samlingslokaler som tillhör församlingen, utan att ha status av kyrka:
- Andrum i anslutning till Mörby centrum
- Djursholms församlingsgård vid Bragevägen, folkligen kallad "Änglagaraget" på grund av dess något garageliknande entré.
- Församlingens hus, även kallad Danderyds församlingsgård, som byggdes 2011 intill Danderyds kyrka för att ersätta den tidigare församlingsgården som låg på andra sidan motorvägen. Här finns församlingsexpeditionen, en andaktslokal och större rum för bröllop och fest.